# Lotus Approach
El Lotus Approach es un sistema de gestión de bases de datos relacionales comercializado por IBM. En el caso de disponerse de varias bases de datos relacionales, permite enlazarlas entre sí mediante uno o más campos comunes y conjuntar diversas fuentes de datos, ayudando a transformar éstos en información.
La mayor ventaja es su versatilidad a la hora de realizar informes. Es muy sencillo crear informes complejos, formularios, resúmenes, etc. con asistente o sin él. El formato de las bases de datos que usa es DBF, aunque puede utilizar, exportar e importar datos a un buen número de otros formatos. La bibliografía y documentación sobre el desarrollo de aplicaciones es escasa.